# High Contrast Imaging Balloon System
HiCIBaS
Le High Contrast Imaging Balloon System (Système de ballons d'imagerie à contraste élevé), en abrégé HiCIBaS, est un télescope porté par ballon dont le but principal est de démontrer l'usabilité d'équipement d'imagerie à haut contraste lors d'un vol de ballon stratosphérique. Il a décollé de l'aéroport de Timmins/Victor M. Power, en Ontario (Canada), le 26 août 2018, pour un vol d'une durée comprise entre 8 et 35 heures.